# Arbeiter-Samariter-Bund

Eines der leicht unterschiedlichen ASB-Logos. Typisch ist das helle Kreuz mit rotem S.

Arbeiter-Samariter-Bund (ASB) ist der Name mehrerer nationaler unabhängiger Hilfs- und Wohlfahrtsorganisationen, die historisch auf Initiativen von Arbeitern und Handwerkern zur Selbsthilfe im Bereich der Notfallrettung und der Ausbildung in Erster Hilfe zurückgehen.
Die Leistungen des Arbeiter-Samariter-Bundes werden von freiwilligen Helfern und hauptberuflich beschäftigten Mitarbeitern erbracht. Des Weiteren kann in Deutschland das Freiwillige Soziale Jahr (FSJ) und der Bundesfreiwilligendienst (BFD) sowie in Österreich der Zivildienst beim Arbeiter-Samariter-Bund absolviert werden. Es bedarf in jedem Fall einer entsprechenden Ausbildung, um für die jeweiligen Tätigkeiten eingesetzt werden zu können.

## Arbeiter-Samariter-Bund Deutschland
Der Arbeiter-Samariter-Bund wurde 1888 in Deutschland gegründet. Deutschlandweit gibt es 16 Landesverbände und 191 regionale Gliederungen (Regional-, Kreis- und Ortsverbände). Derzeit sind circa 1,4 Mio. Menschen Mitglied des ASB. Die Bundesgeschäftsstelle hat ihren Sitz in Köln und Berlin. Der ASB hat rund 41.000 hauptamtliche und 20.000 ehrenamtliche Mitarbeiter. Dazu kommen ca. 1800 Mitarbeiter im Freiwilligen Sozialen Jahr und im Bundesfreiwilligendienst (Stand 31. Dezember 2019). Zwischen 2013 und 2021 war Franz Müntefering ehrenamtlicher Präsident des ASB Deutschland. Seit 2022 bekleidet Katarina Barley dieses Amt. Der Arbeiter-Samariter-Bund Deutschland ist Mitglied im Paritätischen Wohlfahrtsverband.

## Arbeiter-Samariter-Bund Österreichs

Logo des österreichischen Arbeiter-Samariter-Bundes (ASBÖ)

Der Arbeiter-Samariter-Bund Österreichs (kurz ASBÖ) wurde 1927 gegründet. Er ist in allen neun Bundesländern, jedoch unterschiedlich stark, aktiv. Am stärksten ist die Präsenz in Wien, ähnlich stark in Niederösterreich, Oberösterreich und Salzburg. Die einzelnen Ortsgruppen sind als eigenständige Vereine konstituiert und vergleichsweise lose in einer föderalen Struktur mit einem Bundesverband und neun Landesverbänden organisiert.

## Weitere Staaten

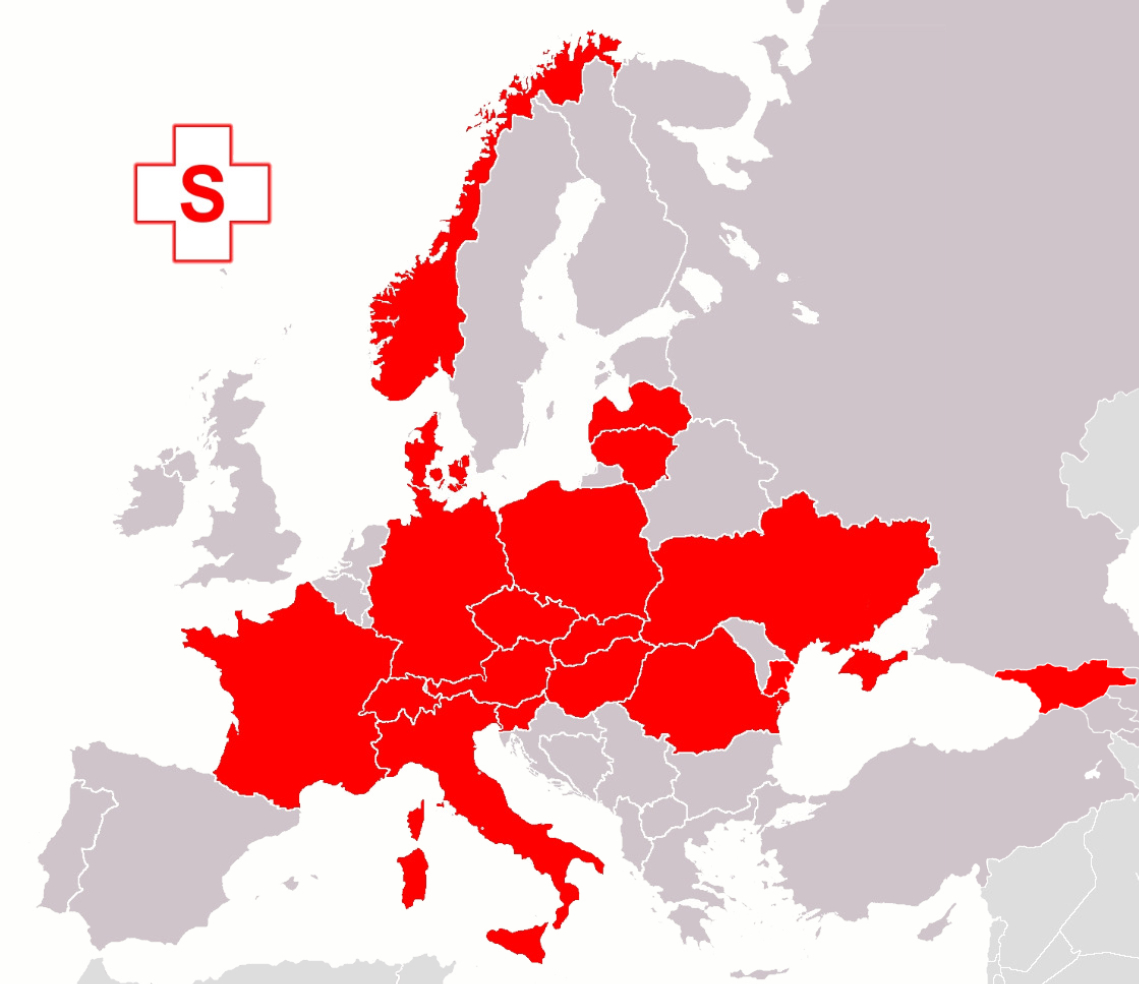
Offizielle Samariter-Organisationen in Europa

Als erste Organisation außerhalb Deutschlands entstand 1907 in Dänemark der Samariter-Verein der Arbeiter, aus dem sich 1923 der Arbejdernes-Samariter-Forbund (ASF) Dänemark bildete. Nach dem Zweiten Weltkrieg wurde der ASF zu einem Wohlfahrtsverband mit dem Namen ASF-Dansk-Folkehjaelp umgestaltet.
Die ehemals deutschen ASB-Kolonnen im Elsass, die nun zu Frankreich gehörten, gründeten 1921 die Federation des Sociétés Samaritaines Ouvriers de France. 1964 schlossen sich die Samariter der seit 1892 bestehenden Organisation der französischen Samariter vom Weißen Kreuz (Secouristes Français – Croix Blanche) an.
Der 1923 zunächst als Anhang der französischen Samariter gegründete Schweizer Arbeiter-Samariter-Bund verbreitete sich ab 1926 über die Schweiz, ist heute aber – verglichen mit der bereits 1888 gegründeten Organisation „Schweizerischer Samariterbund“ – praktisch bedeutungslos.
Der Kongress der Luzerner Sportinternationale beschloss im September 1927, in allen Ländern eigene Sanitätsorganisationen nach dem Beispiel des deutschen ASB zu gründen. Am 10. November 1929 fand in Prag die erste Konferenz des ASB der Tschechoslowakei statt. 1931 wurde in Stockholm der ASB-Schweden gegründet und 1932 in Oslo der ASB Norwegen.
Weitere Samariter-Organisationen existieren in Gambia, Italien, Lettland, Litauen, Polen, Rumänien, Russland, Slowenien, Südafrika, Tschechien, Ukraine und in Ungarn.

## Zusammenschluss
Seit 1994 sind die europäischen Samariter-Organisationen unter der Bezeichnung Samaritan International in einem Dachverband zusammengeschlossen.